# Kinh Nam

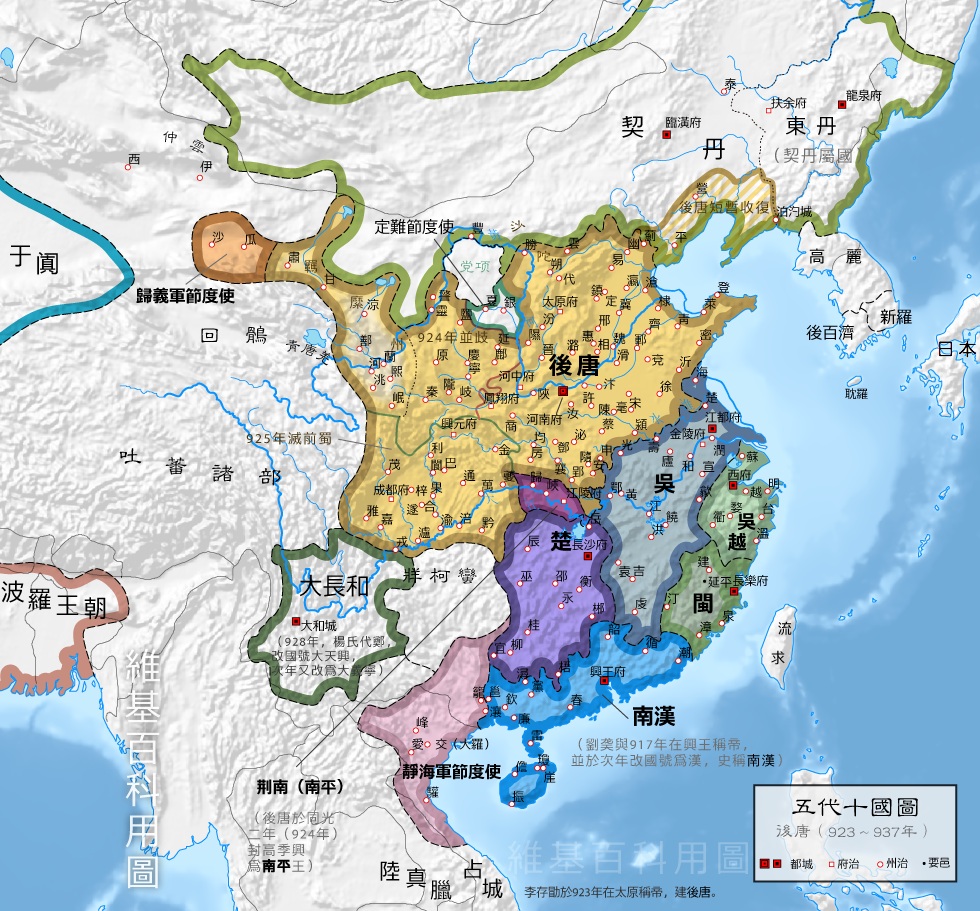
Thời nhà Hậu Đường (923-936)
Kinh Nam (荆南)
nhà Hậu Đường
Ngô (吳)
Ngô Việt (吳越)
Mân (閩)
Sở (楚)
Nam Hán (南漢)
Tĩnh Hải (靜海)

Kinh Nam (荆南) (924–963) hay còn gọi là Nam Bình (南平), Bắc Sở (北楚), là một trong mười nước tại miền Trung Nam Trung Quốc, được thành lập sau năm 907, khi nhà Đường sụp đổ, đánh dấu sự khởi đầu của thời kỳ Ngũ đại Thập quốc tại Trung Quốc (907-960).

## Thành lập
Cao Quý Xương (858-929), còn gọi là Cao Quý Hưng (高季興), được nhà Hậu Lương bổ nhiệm làm Tiết độ sứ Kinh Nam năm 907, đóng tại Giang Lăng. Năm 914, được phong là Bột Hải Vương. Năm 923, nhà Hậu Lương sụp đổ và nhà Hậu Đường lên thay. Năm 924, ông được Hoàng đế Hậu Đường khi đó là Trang Tông Lý Tồn Úc sắc phong làm Nam Bình Vương. Năm này cũng được coi là thời điểm thành lập Nam Bình.

## Giữa Đường và Ngô
Tuy nhiên, đối với nhà Hậu Đường thì Cao Quý Hưng là người tâm địa phản phúc. Khi cần thiết thì triều cống, nhưng khi không cần thiết lại bỏ bễ hoặc cố tình giữ lại các cống phẩm cho nhà Hậu Đường từ các tiểu quốc phương Nam khác, do Giang Lăng là nơi mỗi năm cống vật từ phương Nam phải đi qua để lên phương Bắc. Năm 925, nhà Hậu Đường diệt Tiền Thục nhưng ngay năm sau đã có biến và Lý Tồn Úc bị giết. Cao Quý Hưng giữ lại cống phẩm của đất Thục, quay sang đòi đất của nhà Hậu Đường.
Hoàng đế Hậu Đường mới lên ngôi là Minh Tông Lý Tự Nguyên vô cùng tức giận vì điều này, đã bãi hết quan tước và sai quân hai vùng Hồ Nam và đất Thục đánh Cao Quý Hưng. Không kháng cự nổi, Cao Quý Hưng phải cầu viện và xin thần phục Ngô. Sau đó do không đủ lương thảo nên nhà Hậu Đường phải bãi binh. Cao Quý Hưng quay sang xưng thần với nước Ngô, được phong làm Tấn Vương. Ngày 15 tháng 12 năm Thiên Thành thứ 3 (tức ngày 28 tháng 1 năm 929), Quý Hưng chết. Con trưởng Cao Tòng Hối lên thay, lại xưng thần với Hậu Đường nên Quý Hưng được truy phong làm Sở Vũ Tín Vương. Đất Nam Bình vốn cũng là vùng nước Sở cũ, nhưng vì lúc đó ở phía nam nước này đã có nước Sở của họ Mã nên để gọi phân biệt, nhà nước nhỏ bé này đôi khi còn được gọi là Bắc Sở.

## Lãnh thổ
Kinh Nam có lãnh thổ nay đại để tương ứng với khu vực tỉnh Hồ Bắc. Kinh đô Kinh Nam là đất Kinh Châu mà nay là thành phố Giang Lăng thuộc tỉnh Hồ Bắc, cộng với hai quận cận kề, nằm trên bờ sông Dương Tử về phía tây nam Vũ Hán ngày nay. Ngoài biên giới với các triều đại kế tiếp nhau kể từ thời nhà Hậu Đường, Vương quốc Kinh Nam còn có biên giới với Vương quốc Sở ở phía nam, mặc dù vương quốc này đã bị Nam Đường chiếm năm 951. Kinh Nam cũng có biên giới với Hậu Thục ở phía tây sau khi vương quốc này thành lập năm 934.

## Tầm quan trọng
Kinh Nam là quốc gia nhỏ yếu, rất dễ bị các quốc gia láng giềng lớn mạnh hơn uy hiếp. Do vậy, triều đình này đã đặt tầm quan trọng lớn trong việc duy trì quan hệ đúng mực với các triều đại phương Bắc. Tuy nhiên, do vị trí của nó, Kinh Nam là cổng trung tâm trong thương mại, một đặc trưng đã bảo vệ nó không bị xâm chiếm trong một thời gian dài.

## Sụp đổ
Nhà Tống thành lập năm 960, kết thúc thời kỳ Ngũ đại ở phía bắc, mặc dù ngày nay được coi là đánh dấu sự kết thúc của Ngũ đại Thập quốc, nhưng nhiều vương quốc ở phía nam vẫn duy trì được độc lập trong gần 2 thập niên sau đó. Tuy nhiên, do vị trí và kích thước của mình, Kinh Nam đã là vương quốc đầu tiên bị nhà Tống sáp nhập, đã đầu hàng khi quân đội từ phía bắc xâm chiếm năm 963, kết thúc sự tồn tại của vương quốc.

## Các vị vua nước Kinh Nam
| Miếu hiệu (廟號) | Thụy hiệu (諡號)        | Tự hiệu               | Sinh - Mất | Trị vì    | Niên hiệu (年號), thời gian |
| ---------------- | ----------------------- | --------------------- | ---------- | --------- | --------------------------- |
| Không có         | Vũ Tín Vương (武信王)   | Cao Quý Hưng (高季興) | 858 - 929  | 909 - 929 | Không có                    |
| Không có         | Văn Hiến Vương (文獻王) | Cao Tùng Hối (高從誨) | 891 - 948  | 929 - 948 | Không có                    |
| Không có         | Trinh Ý Vương (貞懿王)  | Cao Bảo Dung (高寶融) | 920 - 960  | 948 - 960 | Không có                    |
| Không có         | Trinh An Vương (貞安王) | Cao Bảo Húc (高寶勗)  | 924 - 962  | 960 - 962 | Không có                    |
| Không có         | Đức Nhân Vương (侍中)   | Cao Kế Xung (高繼沖)  | 943 - 973  | 962 - 963 | Không có                    |

|  |  |  |  |  |  | 1 Vũ Tín Vương Cao Quý Hưng (858-928) 924-928   |                                                |                                                |                                                |                                                |                                                |  |  |                                                |                                                |                                                |                                                |                                                |                                                |  |  |  |  |  |  |  |  |
|  |  |  |  |  |  |                                                 |                                                |                                                |                                                |                                                |                                                |  |  |                                                |                                                |                                                |                                                |                                                |                                                |  |  |  |  |  |  |  |  |
|  |  |  |  |  |  | 2 Văn Hiến Vương Cao Tùng Hối (891-948) 928-948 |                                                |                                                |                                                |                                                |                                                |  |  |                                                |                                                |                                                |                                                |                                                |                                                |  |  |  |  |  |  |  |  |
|  |  |  |  |  |  |                                                 |                                                |                                                |                                                |                                                |                                                |  |  |                                                |                                                |                                                |                                                |                                                |                                                |  |  |  |  |  |  |  |  |
|  |  |  |  |  |  |                                                 |                                                |                                                |                                                |                                                |                                                |  |  |                                                |                                                |                                                |                                                |                                                |                                                |  |  |  |  |  |  |  |  |
|  |  |  |  |  |  | 3 Trinh Ý Vương Cao Bảo Dung (920-960) 948-960  | 3 Trinh Ý Vương Cao Bảo Dung (920-960) 948-960 | 3 Trinh Ý Vương Cao Bảo Dung (920-960) 948-960 | 3 Trinh Ý Vương Cao Bảo Dung (920-960) 948-960 | 3 Trinh Ý Vương Cao Bảo Dung (920-960) 948-960 | 3 Trinh Ý Vương Cao Bảo Dung (920-960) 948-960 |  |  | 4 Trinh An Vương Cao Bảo Húc (924-962) 960-962 | 4 Trinh An Vương Cao Bảo Húc (924-962) 960-962 | 4 Trinh An Vương Cao Bảo Húc (924-962) 960-962 | 4 Trinh An Vương Cao Bảo Húc (924-962) 960-962 | 4 Trinh An Vương Cao Bảo Húc (924-962) 960-962 | 4 Trinh An Vương Cao Bảo Húc (924-962) 960-962 |  |  |  |  |  |  |  |  |
|  |  |  |  |  |  | 3 Trinh Ý Vương Cao Bảo Dung (920-960) 948-960  | 3 Trinh Ý Vương Cao Bảo Dung (920-960) 948-960 | 3 Trinh Ý Vương Cao Bảo Dung (920-960) 948-960 | 3 Trinh Ý Vương Cao Bảo Dung (920-960) 948-960 | 3 Trinh Ý Vương Cao Bảo Dung (920-960) 948-960 | 3 Trinh Ý Vương Cao Bảo Dung (920-960) 948-960 |  |  | 4 Trinh An Vương Cao Bảo Húc (924-962) 960-962 | 4 Trinh An Vương Cao Bảo Húc (924-962) 960-962 | 4 Trinh An Vương Cao Bảo Húc (924-962) 960-962 | 4 Trinh An Vương Cao Bảo Húc (924-962) 960-962 | 4 Trinh An Vương Cao Bảo Húc (924-962) 960-962 | 4 Trinh An Vương Cao Bảo Húc (924-962) 960-962 |  |  |  |  |  |  |  |  |
|  |  |  |  |  |  | 5 Đức Nhân Vương Cao Kế Xung (943-973) 962-963  |                                                |                                                |                                                |                                                |                                                |  |  |                                                |                                                |                                                |                                                |                                                |                                                |  |  |  |  |  |  |  |  |

- Lưu ý: thuỵ hiệu của 2 vua cuối cùng đều do nhà Bắc Tống truy tặng.